# Retschanen

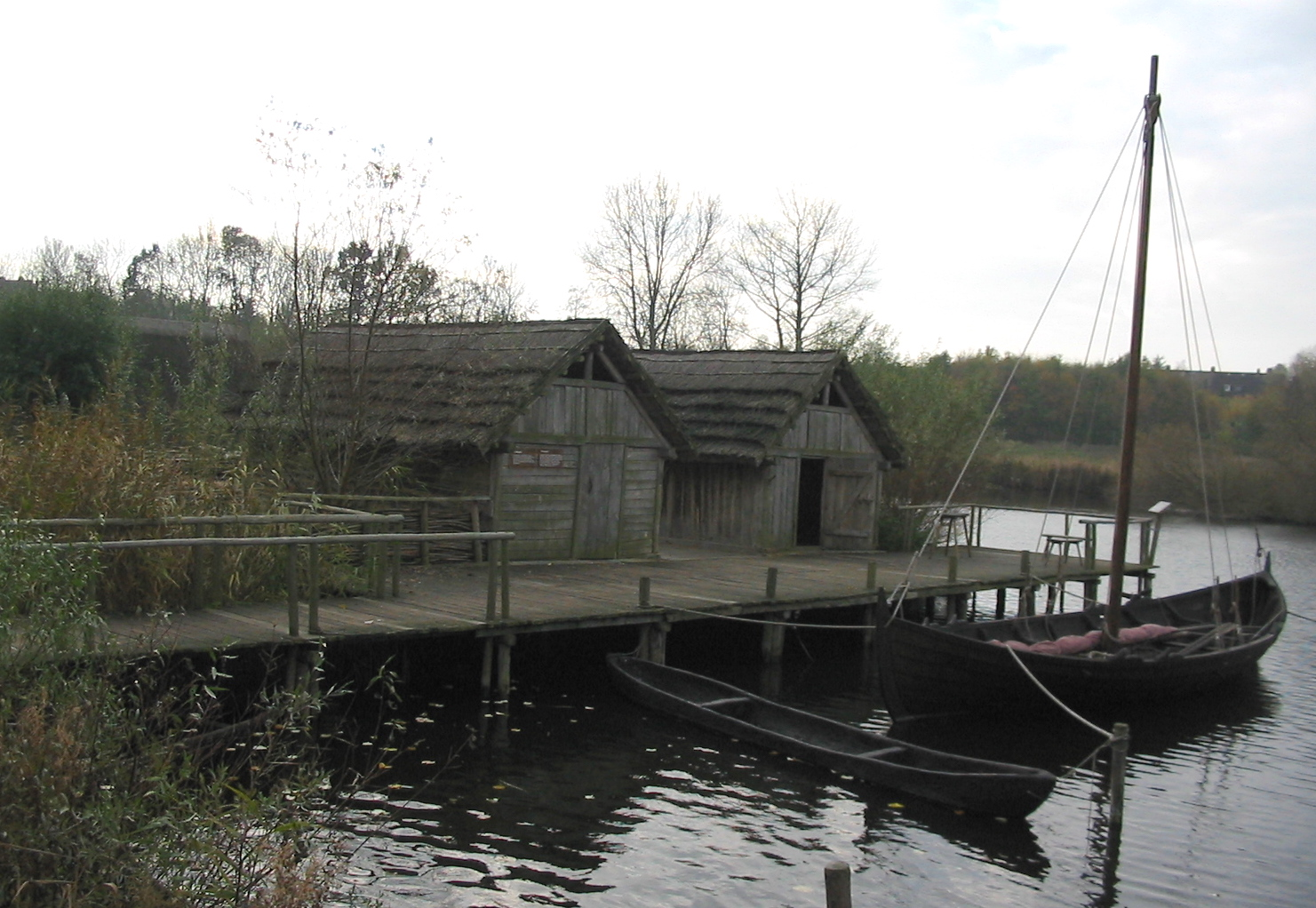
Elbslawische Siedlung mit Bootssteg
im Oldenburger Wallmuseum
(ca. 8. bis 9. Jahrhundert)

Die Retschanen (slawisch reka = Fluss) (lat. Riaciani) gehören neben den Ukranen zu jenen westslawischen Stämmen, welche im Gebiet der späteren Uckermark siedelten, genauer in der Südwestuckermark, und darüber hinaus etwa in der nördlichen Hälfte des heutigen Landkreises Oberhavel.

## Geschichte

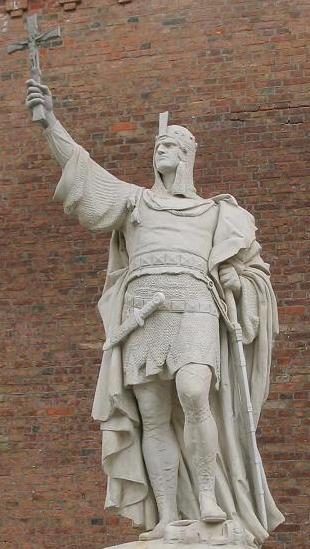
Albrecht der Bär, ein Kruzifix haltend, Denkmal in der Zitadelle Spandau, Berlin

Als das Bistum Brandenburg 948 durch Otto I. gegründet wurde, wurde auch das Gebiet der Retschanen und Ukranen dessen Diözese zugeschlagen, um in diesen Gebieten Heidenmissionierung zu betreiben. Die weltliche Herrschaft übten, zumindest dem Titel nach, vom Kaiser eingesetzte Markgrafen aus. Um sich gegen die Herrschaftsansprüche und Missionierungsversuche fremder Mächte zu wehren, schlossen sich die westslawischen Stämme der Kessiner, Zirzipanen, Tollenser und Redarier zum Liutizenbund zusammen, woraufhin sich auch Ukranen und Retschanen dem Verbund anschlossen. Nach dem erfolgreichen Aufstand von 983 konnte das Bündnis sich die Freiheit erkämpfen. Anders als Teile der ebenfalls westslawischen Abodriten und Pomoranen bewahrten die Stämme des Liutizenbundes ihren alten Glauben, siehe Slawische Mythologie.
Nach 1100 befand sich der Lutizenbund aufgrund zunehmender innerer Konflikte im Zerfall, was seine Mitglieder gegen äußere Feinde schwächte. Der im Jahre 1147 folgende kreuzzugartige, vom Papst abgesegnete Feldzug gegen die "Wenden", siehe Wendenkreuzzug, sollte schließlich das Schicksal der Liutizen, darunter der Stamm der Retschanen, besiegeln. Neben weltlichen und geistlichen deutschen Fürsten waren auch Dänen und Polen an dem Feldzug beteiligt. In dessen Ergebnis fiel das nördlich, nordöstlich und östlich gelegene Gebiet außerhalb des Retschanenlandes, in dem die Redarier und Ukranen siedelten, an die unter polnischer Lehnsherrschaft stehenden Pomoranen. Das Retschanengebiet selbst geriet unter Herrschaft des Askaniers Albrechts des Bären.
Daraufhin kamen markgräfliche Ministeriale in das Retschanenland, die Burgen und befestigte Häuser zur Herrschaftsfestigung errichteten. Auf dem altslawischen Burgwall bei Liebenwalde errichteten sie eine neue Burg, welche folglich für Jahrhunderte den Verwaltungsmittelpunkt des Retschanenlandes bildete. Am Nordrand der Werbellinschen Heide wurden die befestigten Häuser Kannenburg, Jordansdorf, Vietmannsdorf und der Wartturm am Kölpinsee errichtet. Am Nordufer der Finow, am Werbellinsee und am Grimnitzsee entstanden die gleichnamigen Burgen mit jeweils dem Namen Steinvorde (Steinfurt), sowie die Burg Breden. Im Vertrag von Landin 1250 wurde schließlich das Uckerland, das Land der unterworfenen Ukranen, mit dem markgräflichen Besitz im Retschanenland zusammengelegt, wodurch der Grundstein der späteren "Uckermark" gelegt wurde. Durch den wirtschaftlichen Aufschwung des Uckerlandes strahlte dessen Name auch auf das Retschanenland über.
Laut Historikerin Lieselott Enders ist im Retschanengebiet, also dem Gebiet der südwestlichen Uckermark, der Anteil von Orten mit slawisch-deutschen Mischnamen innerhalb der Uckermark am höchsten, was auf erhebliche Mitwirkung von slawischen Lokatoren hindeutet. So ist beispielsweise Bröddin bei Warthe vom Namen Brodowin abgeleitet, Dargersdorf von Dargozlav, Götzkendorf – ein wüstes Dorf bei Lychen – von Jasko, Kröchlendorf von Grecholin, Milmersdorf von Milobrat bzw. Mildebrath, Zlaukendorp (wüst bei Zehdenick) von Zlauko/Szlauke, einer Kurzform von Slavomir, Tangersdorf von Tangomir, Teschendorf (wüst bei Templin) von Tesek bzw. Teskov, Vietmannsdorf von Vitan, Wesendorf von Wesil oder Zabelsdorf von Zabel. Der prozentuale Anteil klar deutscher Ortsnamen ist in der Region am geringsten.

## Siedlungsgebiet

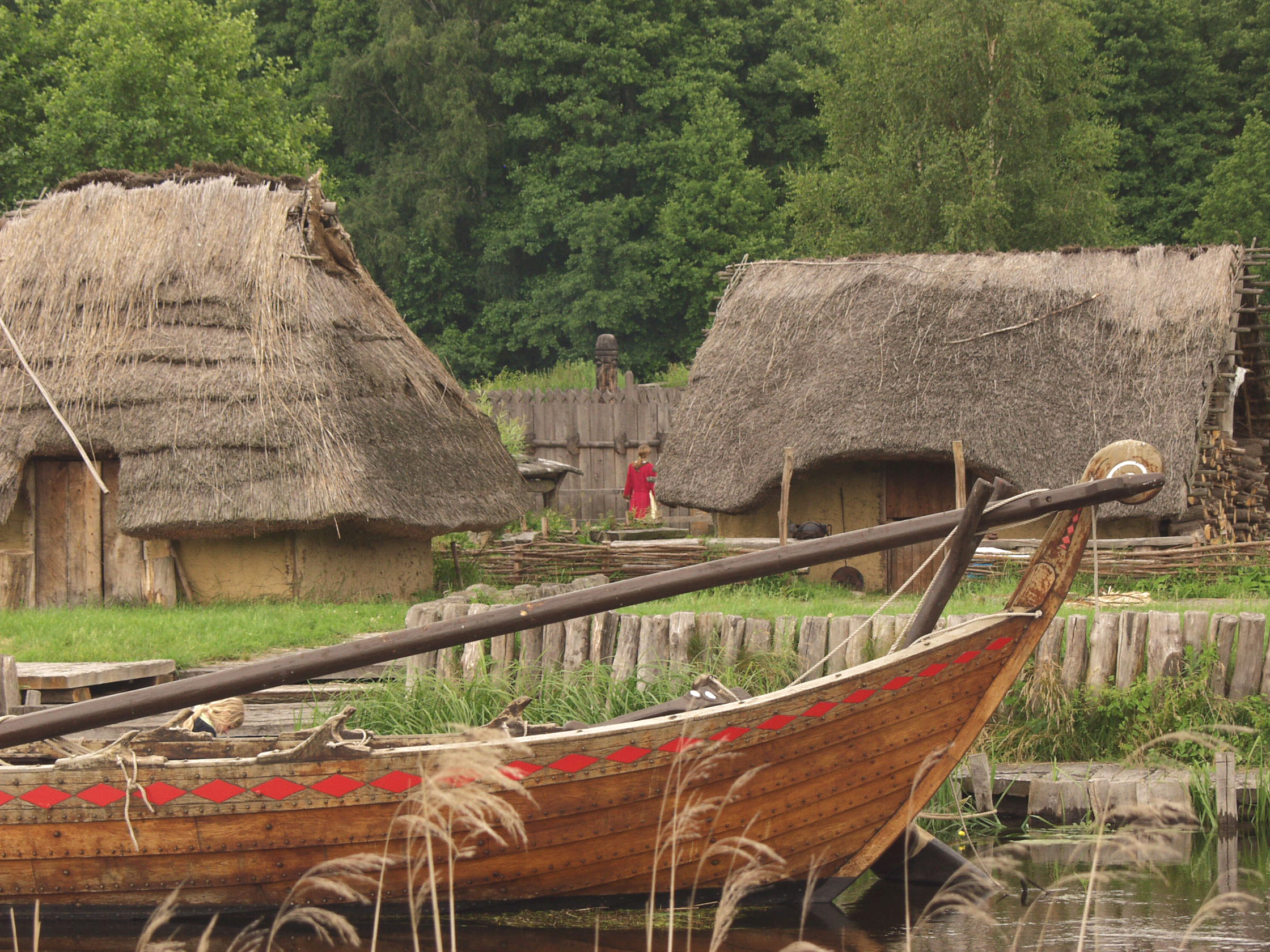
Rekonstruiertes Slawendorf im Freilichtmuseum Ukranenland

Anders als das Land der Ukranen war das Retschanenland dünner besiedelt. Der Name des Stammes weist darauf hin, dass v. a. an Gewässern gesiedelt wurde. Das Siedlungsgebiet befindet sich etwa im Umkreis von Templin und Lychen, am Oberlauf der Havel zwischen Fürstenberg und Liebenwalde und wahrscheinlich auch um Gransee. Die natürliche Grenze des Stammesgebietes bildeten v. a. Wälder und Sumpfgebiete, so im Norden und Westen, später auch Flüsse. Nach Südosten war die Region in gleicher Weise durch die Werbellinsche Heide, einem riesigen Waldgebiet, abgegrenzt, welches sich von der Havel bis zur Finow und noch über Werbellinsee und Grimnitzsee hinaus erstreckte.

## Wirtschaft
Da das Siedlungsgebiet v. a. reich an Wasserflächen und Wäldern war, bezogen die Retschanen aus diesen Quellen ihren Haupterwerb und Hauptnahrungsgewinn. Sie verfügten über differenziertes Handwerk und Gewerbe, wie Funde beweisen. Durch Vorkommen von Raseneisenstein war Eisengewinnung und -verarbeitung möglich.